# Hans Erich Nossack

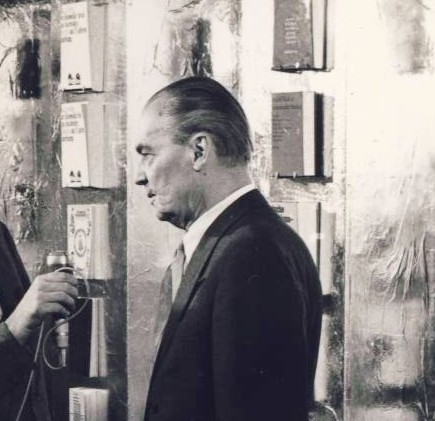
Hans Erich Nossack auf der Frankfurter Buchmesse 1969

Hans Erich Nossack (* 30. Januar 1901 in Hamburg; † 2. November 1977 ebenda) war ein deutscher Schriftsteller, der zunächst als Lyriker und Dramatiker, später jedoch vor allem als Prosaautor in Erscheinung trat.

## Leben

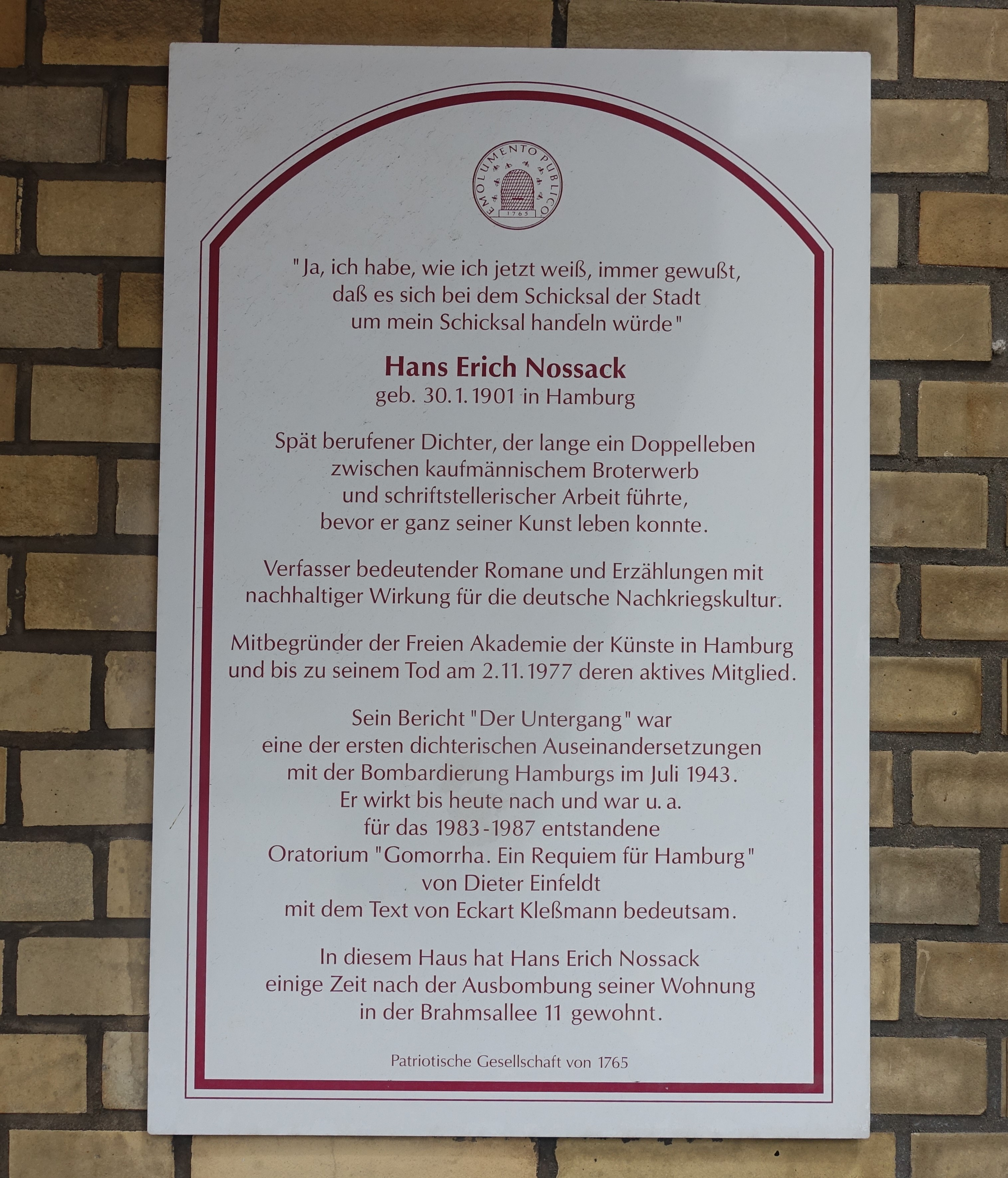
Gedenktafel für Hans Erich Nossack in Hamburg Ecke Isestraße/Grindelberg

Hans Erich Nossack entstammte einer wohlhabenden Hamburger Familie; sein Vater Eugen Nossack betrieb eine Handelsfirma (Kaffee und Rohkakao). 1919 machte er das Abitur am humanistischen Gymnasium Johanneum in Hamburg. Im Wintersemester 1919/20 immatrikulierte er sich an der erst 1919 gegründeten Hamburger Universität für die Fächer Kunstgeschichte und Literaturwissenschaft. 1920 wechselte er an die Universität Jena, wo er ein Studium der Rechtswissenschaft sowie der Staats- und Volkswirtschaftskunde begann, das er 1922 abbrach. Im selben Jahr erklärte Nossack seinen Austritt aus dem Corps Thuringia Jena, dem er vom Sommer 1920 bis zum Winter 1922 angehört hatte. Er verzichtete zugleich auf Unterstützung durch seine Familie und versuchte, sich als Hilfsarbeiter durchzuschlagen. Vorübergehend wurde er Mitglied der KPD.
1923 kehrte Nossack nach Hamburg zurück und heiratete 1925 Gabriele Knierer (1896–1987), mit der er sein Leben lang trotz großer Schwierigkeiten verheiratet blieb. Er wurde Bankangestellter und absolvierte in den folgenden Jahren eine Ausbildung als Bankkaufmann. Neben dem Brotberuf verfasste er Gedichte und schrieb Dramen.
1930 wurde er erneut KPD-Mitglied. 1933 zog er sich in die väterliche Firma zurück. Es kam zu Haussuchungen durch die SA und die Polizei, aber er wurde nicht verhaftet. Er übernahm bald darauf die Leitung der Importfirma.
1943 wurden seine Tagebücher durch den heftigsten Bombenangriff auf Hamburg vernichtet. Einige Manuskripte konnte Nossack verkokelt aus seinem Tresor retten und rekonstruieren. Der völlige Verlust gehörte zu einer Legende. Abgesehen von einigen in der Neuen Rundschau 1942 und 1944 publizierten Gedichten erschienen seine ersten Veröffentlichungen ab 1947, zunächst beim Wolfgang-Krüger-Verlag, Hamburg. Im Jahr darauf erschienen erste Bücher in Übersetzung in Frankreich.
In seinem Prosatext Der Untergang (1948) thematisierte er als einer der ersten Schriftsteller der deutschen Nachkriegsliteratur die Schrecken des Bombenkriegs anhand der Zerstörung seiner Heimatstadt Hamburg.
Nossack wurde 1949 in die Akademie der Wissenschaften und der Literatur, Mainz, gewählt und 1950 neben Hans Henny Jahnn und anderen Gründungsmitglied der Freien Akademie der Künste in Hamburg. Darüber hinaus war er seit 1961 Mitglied der Deutschen Akademie für Sprache und Dichtung, Darmstadt.

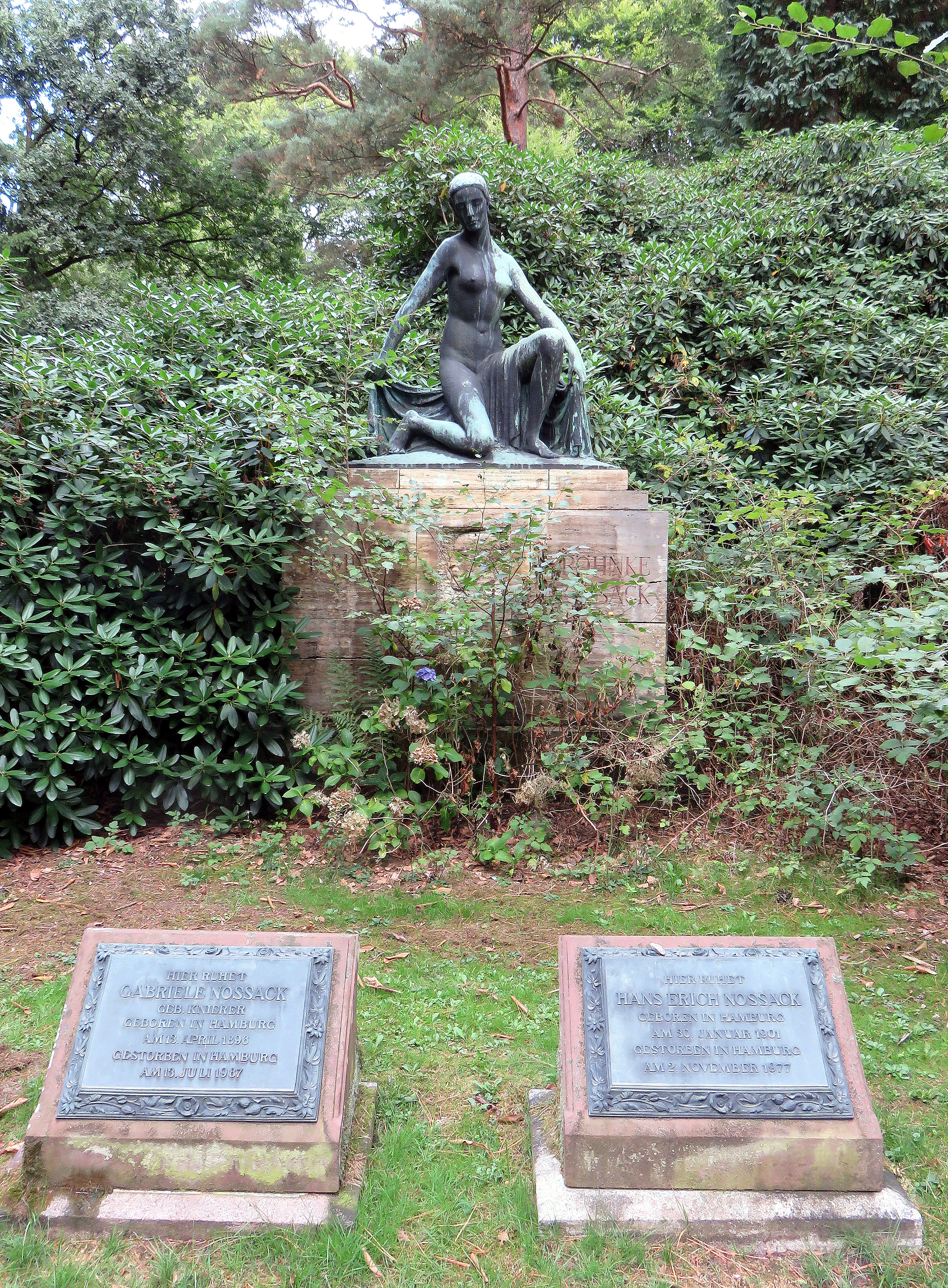
Kissensteine Nossack auf dem Friedhof Ohlsdorf

Zwischen 1949 und 1955 konnte Nossack nicht publizieren, da sein Verleger Krüger verkäuflichere Prosa in Form eines Liebesromans von ihm verlangte, die er aufgrund der für ihn vorrangigen Arbeit an anderen Erzählungen nicht liefern konnte und wollte. Dadurch verschwand Nossack über mehrere Jahre nahezu vollständig von der literarischen Bühne. In dieser Zeit der Krise freundete er sich mit Ernst Kreuder an, mit dem er einen regen und herzlichen Briefwechsel unterhielt. Schließlich wechselte Nossack zum Suhrkamp Verlag, bei dem 1955 sein erster und bis heute erfolgreichster Roman, Spätestens im November, erschien. Suhrkamp wurde daraufhin zu seinem Hausverlag und blieb es bis zu Nossacks letztem Roman Ein glücklicher Mensch.
1956 löste er mit Hilfe des Schweizer Industriellen Kurt Bösch die väterliche Firma auf und zog nach Aystetten bei Augsburg. Seitdem war er als freier Schriftsteller tätig.
Zusammen mit Rudolf Hagelstange war Nossack 1961 als Repräsentant der bundesdeutschen Schriftsteller auf der Feier zum 100. Geburtstag von Rabindranath Tagore in Neu-Delhi.
1962 zog er nach Darmstadt. Von 1964 bis 1968 war Nossack Vizepräsident der Mainzer Akademie der Wissenschaften und der Literatur. 1965 zog er nach Frankfurt am Main, kehrte seiner Frau zuliebe im Dezember 1969 nach Hamburg zurück, wo er bis zu seinem Tode 1977 lebte und schrieb. Sein Nachlass befindet sich im Deutschen Literaturarchiv Marbach.
Auf dem Hamburger Friedhof Ohlsdorf befindet sich im Bereich der Familiengrabstätte „Kröhnke/Nossack“ bei Planquadrat U 22 südlich der Nebenallee nahe der Waldstraße ein Kissenstein für Hans Erich Nossack neben dem seiner Ehefrau.

## Literarisches Schaffen
Christof Schmid bezeichnete die Einsamkeit in der Grenzsituation, die Suche nach dem eigenen Ich und den Tod bereits in einer frühen Studie zu Nossacks Werk als die großen Themen des Autors. Dabei legt er den Fokus auf den Moment des Aufbruchs, auf das Überschreiten von Grenzen, nicht aber auf das, was denn jenseits dieser Grenzen zu finden sei. Dies liegt auch darin begründet, dass Nossack selbst der Ansicht war, dass das Wesentliche sprachlich nicht vermittelt werden könne. Einer angemessenen Würdigung seiner Werke stand vor allem in den ersten Nachkriegsjahren oft der Vorwurf entgegen, sie seien „existentialistisch“ oder „nihilistisch“. Es ist jedoch verschiedentlich darauf hingewiesen worden, dass Nossack etwa den Begriff des „Nichts“ keinesfalls im Sinne einer Aufhebung des Seins, sondern als Bezeichnung für einen Raum neuer Möglichkeiten verwendet.
Nossack wurde als „der größte deutsche Erzähler des Phantastischen nach Kafka“ bezeichnet.

## Trivia
Unter dem auf Nossack zurückgehenden Motto „Aufbruch ins Nicht-Versicherbare“ fand die Mitgliederversammlung des PEN-Zentrum Deutschlands im Oktober 2021 in der Frankfurter Paulskirche statt, auf der Deniz Yücel zum deutschen PEN-Präsidenten gewählt wurde.

## Auszeichnungen
- 1957: Ehrengabe des Kulturkreises im Bundesverband der Deutschen Industrie
- 1961: Georg-Büchner-Preis
- 1963: Wilhelm-Raabe-Preis
- 1973: Pour le mérite für Wissenschaften und Künste
- 1973: Alexander-Zinn-Preis
- 1974: Großes Bundesverdienstkreuz mit Stern

Der Hans-Erich-Nossack-Preis wurde von 1989 bis 2007 jährlich für das Lebenswerk eines Literaten verliehen. Die Akademie der Wissenschaften und der Literatur in Mainz verleiht den Nossack-Akademiepreis seit 1993 „für richtungsweisende literarische Arbeiten und deren kongenial-schöpferische Übertragung“.

## Werke (Auswahl)

### Als Verfasser
- Die Rotte Kain. Schauspiel in drei Akten. (1926/1946)
- Die Hauptprobe. Eine tragödienhafte Burleske mit zwei Pausen. (1933/1956)
- Der Hessische Landbote. Ein deutsches Trauerspiel. (1934) Gerald Funk, Tilman Fischer (Hrsg.), Aisthesis Verlag, Bielefeld 2013, ISBN 978-3-89528-989-7.
- Gedichte. (1947)
- Nekyia. Bericht eines Überlebenden. (1947)
- Der Untergang. (1948)
- Interview mit dem Tode (1948), zweite Auflage 1950 unter dem Titel Dorothea – enthält Der Untergang
- Spätestens im November. Roman. (1955)
- Der Neugierige (1955), Erzählung
- Spirale. Roman einer schlaflosen Nacht (1956) – enthält u. a. Unmögliche Beweisaufnahme
- Begegnung im Vorraum (1958), zwei Erzählungen
- Der jüngere Bruder. Roman. (1958)
- Nach dem letzten Aufstand. Ein Bericht. (1961)
- Ein Sonderfall. Schauspiel. (1963)
- Das kennt man. Erzählung. (1964)
- Sechs Etüden. (1964), Erzählungen – Insel-Bücherei 805
- Das Testament des Lucius Eurinus. (1964)
- Die schwache Position der Literatur. Reden und Aufsätze. (1966)
- Der Fall d'Arthez. Roman. (1968)
- Dem unbekannten Sieger. Roman. (1969)
- Pseudoautobiographische Glossen. (1971)
- Die gestohlene Melodie. Roman. (1972)
- Bereitschaftsdienst. Bericht über die Epidemie. (1973)
- Um es kurz zu machen. Miniaturen. (1975)
- Ein glücklicher Mensch. Erinnerungen an Aporée. (1975)
- Die Tagebücher 1943–1977. (Hrsg. Gabriele Söhling) (1997)
- Geben Sie bald wieder ein Lebenszeichen. Briefwechsel 1943–1956 (Hrsg. Gabriele Söhling). Suhrkamp, Frankfurt am Main, ISBN 3-518-41278-7 (2001)

### Als Übersetzer
- Joyce Cary: Des Pudels Kern. Roman. Krüger, Hamburg, 1949
- Gerald Hanley: Dunkler Wind. Roman. Krüger, Hamburg, 1957
- Harold Nicolson: Die Kunst der Biographie. Essays. Suhrkamp, Berlin und Frankfurt am Main, 1958
- Sherwood Anderson: Winesburg, Ohio. Roman um eine kleine Stadt. Suhrkamp, Berlin und Frankfurt am Main, 1958; erneut: Suhrkamp, Berlin 2016, ISBN 978-3-518-24014-4

## Film
- Innenleben eines Außenseiters. Dokumentation, 2001, 60 Min., ein Film von Susanne Bienwald und Frank Hertweck, Produktion: SWR, Inhaltsangabe